# Valdehúncar
Valdehúncar és un municipi de la província de Càceres, a la comunitat autònoma d'Extremadura (Espanya).

## Demografia
| 180 | 178 | 206 | 214 | 214 | 221 | 207 | 207 | 198 | 194 |